# Karma Deleg Chö Phel Ling
Karma Deleg Chö Phel Ling is het eerste boeddhistische klooster dat in Nederland is gesticht. Het ligt net buiten het Friese Hantum.
Karma Deleg Chö Phel Ling is een kagyu school tibetaans boeddhistisch studie en meditatiecentrum.  ZH de 17e Karmapa (Orgyen Trinley Dorje) is het hoofd van de 900 jaar oude Karma Kagyu school binnen Tibetaans Boeddhisme. Tot de Kagyu school behoren grote meesters zoals Marpa, Milarepa en Gampopa. Na Gampopa in 11e eeuw is de overdracht onafgebroken verder doorgegeven aan de eerste Karmapa’s tot aan de huidige 17e Karmapa. Het klooster werd in 1986 gesticht door Chödje Lama Gawang Rinpoche die tot zijn dood de leiding over het klooster heeft gehad. Het was in 1991 gereed. Het complex wordt gebruikt als bezinnings- en meditatiecentrum.
Het boeddhistisch centrum heeft als intentie het bevorderen en ontwikkelen van compassie, welzijn en geluk van alle levende wezens. Er zijn dagelijks recitaties in de tempel en daarnaast worden lezingen en workshops georganiseerd. Ook biedt het centrum de mogelijkheid om zich individueel in een retraite terug te trekken en tot rust te komen.
Karma Deleg Chö Phel Ling is open voor een ieder die, ongeacht de eigen levensbeschouwing, behoefte heeft aan rust en verdieping of een bijdrage wil leveren aan de intentie van het centrum. 

## De 17e Gyalwang Karmapa Orgyen Trinley Dorje
Karma Deleg Chö Phel Ling is de zetel van Zijne Heiligheid (ZH) de 17e Gyalwang Karmapa Ogyen Trinley Dorje in Nederland en staat onder zijn directe leiding. 
In de nacht van de eeuwwisseling is Zijne Heiligheid, op 14-jarige leeftijd, na zijn vlucht uit Tibet in India aangekomen, waar hij nu woont. In 2008, heeft hij zijn eerste reis naar het Westen gemaakt. Sindsdien heeft hij meerdere malen een bezoek gebracht aan Amerika en Europa. Als jonge leider (geboren in 1985) heeft ZH de Karmapa miljoenen leerlingen, verspreid over alle continenten.
ZH de Karmapa zou beschouwd kunnen worden als een traditionele innovator. Door terug te gaan naar de Sanskriet teksten van de oude overleveringen, onderzoekt hij de geldigheid van de huidige culturele overtuigingen binnen boeddhisme en introduceert veranderingen. Bijvoorbeeld het stimuleren bij zijn volgelingen van vegetarisch eten, versterken van de positie van vrouwen in kloosters en zorg dragen voor het milieu.
De 16e Karmapa heeft in 1977 en 1979 een bezoek gebracht aan het centrum. De 17e Karmapa was uitgenodigd en heeft aangegeven hier in de toekomst graag op in te willen gaan.

## Chodje Lama Gawang Rinpoche
Chödje (Heer van de Dharma) Lama Gawang Rinpoche was en blijft van onbeschrijfelijke betekenis voor het centrum en zijn leerlingen. In de 40 jaar dat hij in Nederland was, bouwde hij eigenhandig de retraitecentrum en stoepa. Hij speelde een cruciale rol in het introduceren van boeddhisme in Nederland. Op vaardige wijze begeleide hij vele leerlingen op hun pad en heeft hen ten diepste geraakt. Het centrum is een manifestatie van zijn toewijding en missie. 
Lama Gawang Rinpoche had een zeer speciale band met alle dieren en beschikte over vaardige manieren om voor hen te zorgen. In zijn liefde, leek hij geen onderscheid te maken tussen dieren en mensen.
Lama Gawang Rinpoche stond bekend als bruggenbouwer die goede contacten onderhield met maatschappelijke organisaties zoals kerken, gemeenten, scholen enz. Zijn boodschap was eenvoudig: probeer steeds het goede en het juiste te doen vanuit mededogen met alle levende wezens. Lama Gawang Rinpoche benadrukte het belang van de religie die men van huis uit meekrijgt en vooral van het toepassen ervan in het dagelijks leven.
Lama Gawang Rinpoche was ook een begaafde kunstenaar en creator. Hij bracht met zich mee de onschatbare kennis van het oude Tibet. Het centrum is een manifestatie van zijn vele kwaliteiten en vaardigheden. Zo was hij boeddhistisch architect, metselaar, beeldhouwer ( zoals alle kleine buddha beeldenen ornamenten in de stupa), kunstschilder, timmerman en fabriceerde hij kleden en versieringen in de mooiste brokaten en stoffen. Daarnaast was hij medicijnman en Tibetaans astroloog.
Geboren in 1928 in Oost-Tibet, is Lama Gawang Rinpoche reeds in zijn kinderjaren tot het klooster toegetreden. In 1959 vluchtte hij naar India waar hij vele jaren in een grot eenzaam heeft gemediteerd. In 1976 is Lama Gawang Rinpoche op verzoek van ZH de 16e Karmapa naar Nederland gezonden om tegemoet te komen aan de groeiende belangstelling voor boeddhisme.
Op zaterdag 6 september 2014 is Lama Gawang Rinpoche overleden. Hij is 86 jaar oud geworden. Na zijn overlijden verkeerde Lama Gawang Rinpoche drie dagen in wat Thukdam meditatie heet. Een teken van uitzonderlijke realisatie.

## De stoepa
Sinds 1993 staat op het terrein de Tashi Gomang Stoepa. Rond deze stoepa is een kloostergang aangelegd met gebedsmolens.
De stoepa in Hantum is een 13-meter hoge “Tashi Gomang” stoepa. wensvervullend juweel en een symbool van de verlichte geest van de Boeddha Deze gelukbrengende, veelnissige 
De talrijke nissen symboliseren schatkamers die voorspoed, geluk, liefde, rijkdom en harmonie brengen. De stoepa is gebouwd in de tijd van de Koude Oorlog om met name de wereldvrede te bevorderen.
De stoepa is een wens vervullend juweel. In de leerredes van de Boeddha zijn grote positieve gevolgen van het bouwen en onderhouden van een stoepa genoemd zoals bijvoorbeeld het afwenden van obstakels en het scheppen van de oorzaken van verlichting. Ook is het maken van rondgangen (met de klok mee), het brengen van offeringen aan de stoepa en respect betonen met lichaam, spraak en geest  zijn een bron van verdiensten.
De stoepa is tot de top gevuld met vele bijzondere en heilige voorwerpen. Zoals een relikwie van de derde Boeddha Eusung, de die in een vorig tijdperk, lange tijd voor Boeddha Shakyamuni uit India 2500 bc leefde. 
Rondom de stoepa is in 1999 een rondgang (khora) aangelegd met 108 gebedsmolens (mani khorlo). Deze zijn gevuld met lange opgerolde stroken en schijven papier waarop mantra’s zijn gedrukt. Het draaien van de gebedsmolens (met de klok mee), brengt geluk aan alle levende wezens.